# كيم كارداشيان
كيمبرلي نويل كارداشيان (بالإنجليزية: Kimberly Noel Kardashian) وتعرف باسمها المختصر كيم كارداشيان أو كيم كَرْدَشْيَان (21 أكتوبر 1980 - )؛ هي ناشطة اجتماعية وإعلامية وسيدة أعمال وعارضة ومصممة أزياء أمريكية. ولدت ونشأت في لوس أنجلوس بكاليفورنيا، اكتسبت كارداشيان اهتمام الإعلام من خلال صداقتها مع باريس هيلتون، ولكنها حظيت بانتباه أكثر من الإعلام بعد تسريب شريط جنسي يعود لعام 2003 مع حبيبها السابق راي جي عام 2007. وفي وقت لاحق من ذلك العام، أصبحت كارداشيان تظهر مع عائلتها في سلسلة تلفزيون الواقع كيبينغ أب ويذ ذا كارداشيانز. وأدى نجاحها لخلق نسخ فرعية للبرنامج ومن أبرزها كورتني أند كيم تيك نيويورك وكورتني أند كيم تيك ميامي. في عام 2010، ذكرت التقارير بأن كارداشيان أصبحت شخصية تلفزيون الواقع الأعلى أجراً، مع عائدات تقدر ب 6 ملايين دولار. في عام 2015، أفادت تقارير بأن مجموع أرباحها وصل إلى 53 مليون دولار.

## سيرة
ولدت كيم كارداشيان في الولايات المتحدة لأب أمريكي من أصول أرمنية وأم أمريكية من أصول هولندية واسكتلندية وإنجليزية.
سبق لكارداشيان الزواج من المنتج الموسيقي دامون توماس في عام 2000 ثم طلقا في 2004. ثم تزوجت من لاعب كرة السلة كريس همفريز في أغسطس من عام 2011 بحفل زفاف أسطوري لكن سرعان ما تطلقت كيم من زوجها كريس همفريس في 31 أكتوبر 2011 بعد زواج دام 72 يوما فقط بسبب مشاكل لا يمكن حلها. ولكن كيم كارداشيان ظهرت سنة 2012 مع حبيبها الجديد وهو أيقونة الراب كانييه ويست والتي أنجبت منه بنتاً يوم السبت تاريخ 15 يونيو 2013 اسمها «نورث»، وفي يوم السبت تاريخ 24 مايو 2014 تزوجت من كانييه ويست في حفل أسطوري في إيطاليا. أنجبت كيم طفلًا آخر من كانييه ويست في 5 ديسمبر 2015 اسمته «سينت». وأيضا ابنة أخرى اسمتها «شيكاغو» اُنجِبت من أم بديلة، وقد شابت علاقتهما في عام 2020 مشاكل، وكشفت سي إن إن في يناير 2021، أنهما ناقشا مسألة الطلاق فيما بينهما. وفي 19 فبراير 2021، قدمت كيم كارداشيان رسميا طلبًا للطلاق. في أبريل 2021، اتفق كلاهما أمام المحكمة بأنهما سينهيان زواجهما بتسوية بسبب «الاختلافات غير القابلة للحل» ووافقا على حضانة مشتركة لأطفالهما الأربعة، كما وافقا أيضًا على الطلاق دون أي نفقة، وقد وقع الطلاق رسميًا في 29 نوفمبر 2022.

## أعمال فنية وظهور تلفزيوني
- Beyond the Break (دراما تلفزيونية في 2006)
- Disaster Movie (فيلم كوميدي في 2008)
- How I Met Your Mother (برنامج كوميديا موقف أمريكي)
- Dancing with the Stars (شاركت في الموسم السابع من البرنامج)
- Reality show Keeping Up with the Kardashians and Kourtney and Kim Take New York
- Deep in the Valley (في أعماق الوادي 2009)
- The high school (المدرسة الثانوية 2009)
- kourtney and kim take miami (كورتني وكيم في ميامي 2013)
- إغواء: إعترافات إستشارية زواج (2013)

## روابط خارجية
- الموقع الرسمي
- كيم كارداشيان على موقع IMDb (الإنجليزية)
- كيم كارداشيان على موقع ميتاكريتيك (الإنجليزية)
- كيم كارداشيان على موقع الموسوعة البريطانية (الإنجليزية)
- كيم كارداشيان على موقع روتن توميتوز (الإنجليزية)
- كيم كارداشيان على موقع ألو سيني (الفرنسية)
- كيم كارداشيان على موقع ميوزك برينز (الإنجليزية)
- كيم كارداشيان على موقع أول موفي (الإنجليزية)
- كيم كارداشيان على موقع إن إن دي بي (الإنجليزية)
- كيم كارداشيان على موقع أول ميوزيك (الإنجليزية)
- كيم كارداشيان على موقع قاعدة بيانات الفيلم (الإنجليزية)